# Soteriscus porcellioniformis
Soteriscus porcellioniformis là một loài chân đều trong họ Porcellionidae. Loài này được Vandel miêu tả khoa học năm 1960.